# Biniés
Biniés és un poble de la província d'Osca, al municipi aragonès de la Canal de Berdún, a la comarca de la Jacetània i partit judicial de Jaca. Depèn eclesiàsticament del Bisbat de Jaca.
La seva població és de 49 habitants (2010).

## Geografia
La localitat de Biniés està situada a 698 metres d'altura a una distància de 30 km de la ciutat de Jaca, la capital de la seva comarca, del seu partit judicial i del seu bisbat.

## Història
Segons Agustín Ubieto Arteta, la primera cita del poble és de 1042, rebuda en l'edició pel seu germà Antonio Ubieto Arteta del Cartulario de Sant Juan de l Penya, I, en Textos Medievales, 6 (València, 1962), i documenta les variants Binies, Biniesse, Biniessi, Biniese, Binue, Bimese, Benies, Uines, Vinies i Veniesse.

## Demografia

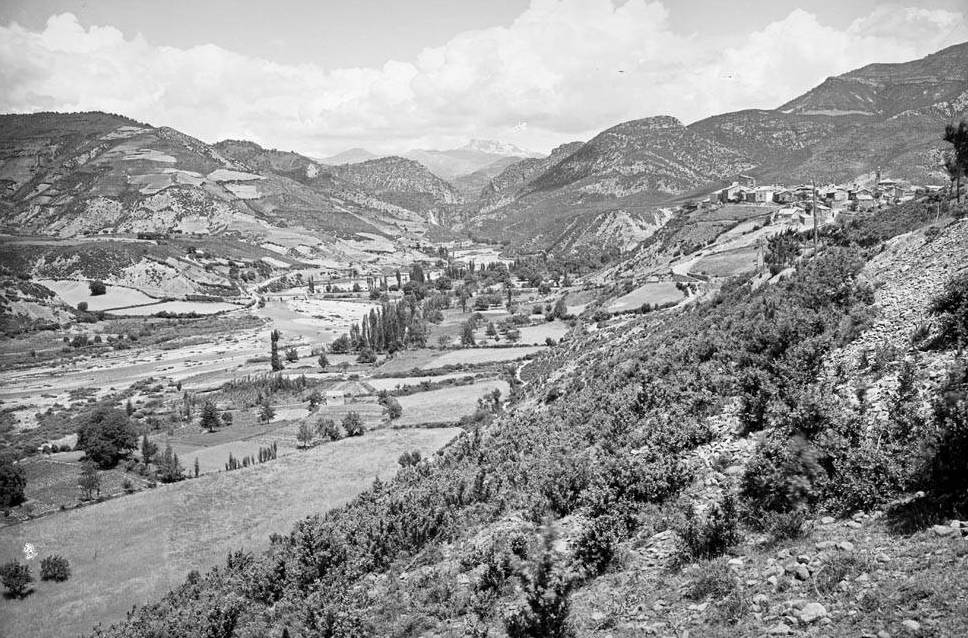
Poble i vall de Biniés, cap a 1907

| 1362 f | 1495 f | 1842 | 1857 | 1860 | 1877 | 1887 | 1897 | 1900 |
| ------ | ------ | ---- | ---- | ---- | ---- | ---- | ---- | ---- |
| -      | -      | 192  | 381  | 391  | 272  | 300  | 311  | 275  |

| 1910 | 1920 | 1930 | 1940 | 1950 | 1960 | 1970 | 1981 | 1991 |
| ---- | ---- | ---- | ---- | ---- | ---- | ---- | ---- | ---- |
| 273  | 274  | 230  | 237  | 217  | 192  | -    | -    | -    |

| 1992 | 1994 | 1996 | 1997 | 1998 | 1999 | 2000 | 2001 | 2002 |
| ---- | ---- | ---- | ---- | ---- | ---- | ---- | ---- | ---- |
| -    | -    | -    | -    | -    | -    | 68   | 65   | 62   |

| 2003 | 2004 | 2005 | 2006 | 2007 | 2008 | 2009 | 2010 | 2011 |
| ---- | ---- | ---- | ---- | ---- | ---- | ---- | ---- | ---- |
| 62   | 57   | 58   | -    | 56   | 51   | 50   | 49   | -    |

| 2012 | 2013 | 2014 | 2015 | 2016 | 2017 | 2018 | 2019 | - |
| ---- | ---- | ---- | ---- | ---- | ---- | ---- | ---- | - |
| -    | -    | -    | -    | -    | -    | -    | -    | - |

## Patrimoni natural
Hi ha la famosa font de Biniés al riu Veral.

## Llocs d'interès
- Castell de Biniés, un castell del segle xi de planta rectangular amb cinc torres.
- Església de Sant Salvador de Biniés, una església en estil barroc.